# Loftus (Royaume-Uni)
Pour les articles homonymes, voir Loftus.
Loftus est une ville et une paroisse civile du Yorkshire du Nord, en Angleterre.

## Toponymie
Loftus, également attesté sous la forme Lofthouse ailleurs dans le Yorkshire, est un nom d'origine norroise. Il fait référence à un ensemble de maisons (hús) avec un étage supérieur (loft). La ville est attestée pour la première fois sous le nom de Loctehusum dans le Domesday Book, compilé en 1086.

## Géographie
Loftus est une ville du Yorkshire du Nord, un comté du Nord de l'Angleterre. Elle est située près du littoral de la mer du Nord, à l'est de Saltburn-by-the-Sea et à l'ouest de Whitby. Administrativement, elle relève de l'autorité unitaire de Redcar and Cleveland.
La route A147 (en), qui longe la côte entre Thornaby-on-Tees et Whitby, traverse la ville. La gare de Loftus (en), située sur la Whitby, Redcar and Middlesbrough Union Railway (en), est ouverte au trafic de passagers de son ouverture en 1875 jusqu'en 1960.

## Histoire
Le cimetière anglo-saxon de Street House, à quelques kilomètres au nord-est de la ville de Loftus, est fouillé entre 2005 et 2007. Il est en usage pendant la deuxième moitié du VIIe siècle.
Le Domesday Book indique que le manoir de Loftus appartient en 1086 au roi Guillaume le Conquérant. Ni population, ni valeur ne sont mentionnées, ce qui suggère qu'il a pu être détruit lors de la dévastation du Nord de l'Angleterre.

## Démographie
Au recensement de 2011, la paroisse civile de Loftus comptait 7 988 habitants.
| 1801  | 1811  | 1821  | 1831  | 1841  | 1851  | 1881  |
| ----- | ----- | ----- | ----- | ----- | ----- | ----- |
| 1 186 | 1 145 | 1 178 | 1 038 | 1 091 | 1 192 | 4 318 |

| 1891  | 1901  | 1911  | 1921  | 1931  | 1951  | 1961  |
| ----- | ----- | ----- | ----- | ----- | ----- | ----- |
| 3 897 | 3 976 | 5 105 | 4 999 | 4 324 | 3 895 | 8 112 |

| 1971 | 1981 | 1991 | 2001 | 2011  | - | - |
| ---- | ---- | ---- | ---- | ----- | - | - |
| ?    | ?    | ?    | ?    | 7 988 | - | - |